# 1. slovenská národní hokejová liga 1979/1980
1. slovenská národní hokejová liga 1979/1980 byla 11. ročníkem jedné ze skupin československé druhé nejvyšší hokejové soutěže.

## Systém soutěže
Všech 12 týmů se utkalo čtyřkolově každý s každým (celkem 44 kol). Tým na prvním místě se utkal s vítězem 1. ČNHL v sérii na tři vítězné zápasy. Vítěz této série postoupil do nejvyšší soutěže.
Poslední tým po základní části sestoupil do příslušného krajského přeboru. V případě sestupu slovenského týmu z nejvyšší československé soutěže by sestupoval i předposlední tým.

## Základní část
| Poř. | Tým                            | Zápasy | Výhry | Remízy | Prohry | Skóre   | Body |
| ---- | ------------------------------ | ------ | ----- | ------ | ------ | ------- | ---- |
| 1.   | Spartak ZŤS Dubnica nad Váhom  | 44     | 32    | 4      | 8      | 206:102 | 68   |
| 2.   | PS Poprad                      | 44     | 30    | 3      | 11     | 234:136 | 63   |
| 3.   | Plastika Nitra                 | 44     | 27    | 7      | 10     | 205:118 | 61   |
| 4.   | LB Zvolen                      | 44     | 27    | 3      | 14     | 176:125 | 57   |
| 5.   | ZVL Žilina                     | 44     | 19    | 5      | 20     | 192:179 | 43   |
| 6.   | Iskra Smrečina Banská Bystrica | 44     | 20    | 3      | 21     | 180:182 | 43   |
| 7.   | ZVL Skalica                    | 44     | 17    | 4      | 23     | 178:200 | 38   |
| 8.   | ZPA Prešov                     | 44     | 16    | 4      | 24     | 158:189 | 36   |
| 9.   | ZŤS Martin                     | 44     | 16    | 4      | 24     | 159:248 | 36   |
| 10.  | Partizán Liptovský Mikuláš     | 44     | 14    | 5      | 25     | 149:184 | 33   |
| 11.  | ŽS Spišská Nová Ves            | 44     | 14    | 4      | 26     | 143:189 | 32   |
| 12.  | VTJ MEZ Michalovce             | 44     | 9     | 0      | 35     | 161:289 | 18   |

- Tým Spartak ZŤS Dubnica nad Váhom postoupil do kvalifikace o nejvyšší soutěž, kde se utkal s vítězem 1. ČNHL TJ Gottwaldov, se kterým však prohrál 1:3 na zápasy (3:2, 1:3, 2:4, 3:7).
- Tým VTJ MEZ Michalovce sestoupil do příslušného krajského přeboru. Nováčkem od dalšího ročníku se stal nejlepší tým kvalifikace krajských přeborníků Dukla Trenčín B hrající v Topoľčanech.

## Kádr Spartaku ZŤS Dubnica nad Váhom
- Brankaři: Jozef Meliško, Pavol Poláček
- Hráči v poli: Jozef Bórik, Anton Matuška, Pavol Král, Rudolf Hampl, Jozef Korienok, Vladimír Paštinský, Marián Kováčik, Vladimír Šmejkal, Jaroslav Matuška, Peter Doktor, Karol Holovič, Miroslav Hlinka, Roman Cisár, Jozef Hanták, Peter Fabuš, Viliam Ružička, Peter Mišovič, Púček, František Hejčík, D. Gregor
- Trénéři: Ervin Macoszek, Jozef Tanoczký